# Розважівський район
Розважівський район — адміністративно-територіальна одиниця, утворена в 1923 році в складі Київської округи. Районний центр — село Розважів.

## Історія
1932 року увійшов до складу новоутвореної Київської області.
Станом на 1 вересня 1946 року в районі було 52 населених пункти, які підпорядковувались 27 сільським радам. З них 27 сіл і 25 хуторів.
До складу району входили такі сільради: Варовська, Вереснянська, Вовчківська, Володарська, Городещинська, Димарська, Дубівська, Жміївська, Залишанська, Зарудянська, Красятицька, Кропивнянська, Кухарівська, Мусійківська, Оливська, Олизарівська, Підгайненська, Полідарівська, Розважівська, Рудне-Сидорівська, Сидоровицька, Слобідсько-Кухарська, Слобідсько-Ленінська, Старовицька, Термахівська, Тетерівська та Шевченківська.
Район ліквідований 21 січня 1959 року, південна частина району відійшла до складу Іванківського району, а північна частина, Вереснянська, Вовчківська, Володарська, Городещинська, Дубівська, Залишанська та Красятицька сільські ради - до складу Поліського району.